# Raymond Queneau
Raymond Queneau (ur. 21 lutego 1903 w Hawrze, zm. 25 października 1976 w Paryżu) – francuski poeta, powieściopisarz i eseista. Jeden z prekursorów postmodernizmu, współzałożyciel eksperymentalnej grupy literackiej OuLiPo, autor tekstów popularnych piosenek oraz maszyny produkującej sonety. 
Należał do Akademii Goncourtów, był także dyrektorem Encyklopedii Plejady wydawnictwa Gallimard, a jako Satrapa należał do Kolegium ’Patafizyki. 
Zasiadał w jury konkursu głównego na 5. MFF w Cannes (1952). Jego imieniem i nazwiskiem nazwano jedną z paryskich stacji metra.

## Twórczość

### Powieści
- Le Chiendent (1933, wydanie polskie pt. Psia trawka, 2014, tłum. Hanna Igalson-Tygielska)
- Gueule de pierre (1934)
- Les Derniers Jours (1936)
- Odile (1937)
- Les Enfants du Limon (1938)
- Un rude hiver (1939, wydanie polskie pt. Sroga zima, 2019, tłum. Hanna Igalson-Tygielska)
- Les Temps mêlés (Gueule de pierre II) (1941)
- Pierrot mon ami (1942, wydanie polskie 2002, tłum. Anna Wasilewska)
- Loin de Rueil (1944, wydanie polskie pt. Daleko od Rueil, 2021, tłum. Anna Wasilewska)
- On est toujours trop bon avec les femmes (1947, wydanie polskie pt. Kobietom zawsze okazujemy zbyt wiele dobroci, w: Dzieła zebrane Sally Mary 2003, tłum. Jan Gondowicz, Hanna Tygielska, Anna Wasilewska)
- Saint-Glinglin (1948)
- Journal intime (1950, wydanie polskie pt. Dziennik intymny w: Dzieła zebrane Sally Mary 2003, tłum. Jan Gondowicz, Hanna Tygielska, Anna Wasilewska)
- Le Dimanche de la vie (1952, wydanie polskie pt. Niedziela życia, 2016, tłum. Hanna Igalson-Tygielska)
- Zazie dans le métro (1959, wydanie polskie pt. Zazi w metrze 2005, tłum. Maryna Ochab)
- Les Fleurs bleues (1965)
- Le Vol d'Icare (1968)
- Hazard et Fissile (2008)

### Poezja
- Chêne et chien (1937)
- Les Ziaux (1943)
- L'Instant fatal (1946)
- Petite cosmogonie portative (1950)
- Cent Mille Milliards de Poèmes (1961, wydanie polskie pt. Sto tysięcy miliardów wierszy 2008, tłum. Jan Gondowicz)
- Le Chien à la mandoline (1965)
- Courir les rues (1967)
- Battre la campagne (1968)
- Fendre les flots (1969)
- Morale élémentaire (1975)

### Eseje i artykuły
- Bâtons, chiffres et lettres (1950)
- Pour une Bibliothèque Idéale (1956)
- Entretiens avec Georges Charbonnier (1962)
- Bords (1963)
- Une Histoire modèle (1966)
- Le Voyage en Grèce (1973)
- Traité des vertus démocratiques (1993)

### Inne
- Exercices de style (1947, wydanie polskie pt. Ćwiczenia stylistyczne 2005, tłum. Jan Gondowicz)
- Contes et propos (1981)
- Journal 1939–1940 (1986)
- Journaux 1914–1965 (1996)